# Les Petits Riens
Pour les articles homonymes, voir Les Petits Riens (homonymie).
Les Petits Riens K. Anh. 10/299b est un ballet-pantomime en un acte et trois tableaux de Jean-Georges Noverre, musique de Wolfgang Amadeus Mozart, créé à l'Académie royale de musique de Paris le 11 juin 1778. Les principaux interprètes sont Marie Allard, Marie-Madeleine Guimard, Jean Dauberval et Auguste Vestris.

## Histoire
Durant le séjour de Mozart à Paris, Noverre lui commande une nouvelle partition pour la trame d'un ballet qu'il avait créé à Vienne en 1767. À l'affiche du 11 juin 1778, on donne Le finte gemelle, opéra de Piccinni, suivi des Petits Riens. L'œuvre de Piccinni fait bâiller les spectateurs et tombe à la quatrième représentation. Une épigramme ne tarde pas à circuler dans Paris, mettant en cause le choix du directeur de l'Opéra Devismes :
Avec son Opéra Bouffon
L'ami de Vismes nous morfond ;
Si c'est ainsi qu'il se propose
D'amuser les Parisiens,
Mieux vaudroit rester porte close
Que de donner si peu de chose
Accompagné de Petits Riens.
En dépit de la dernière phrase, le ballet rencontre l'enthousiasme du public, car « il a fait sortir les spectateurs de l'engourdissement où les avoit jettés le froid des Bouffons ». Le Journal de Paris du lendemain décrit les trois tableaux : après « l'Amour pris au filet & mis en cage » et « le Jeu de Colin Maillard », la dernière scène est « une Espièglerie de l'Amour qui présente à deux Bergères une autre Bergère déguisée en Berger. Les deux Bergères deviennent amoureuses du Berger supposé, qui, pour les détromper, finit par leur découvrir son sein. Plusieurs voix crièrent bis ».
Quant au compositeur de la musique, son nom n'apparaît nulle part. Noverre a pris soin de masquer son collaborateur, dont la France ne connaît d'ailleurs pas encore vraiment le talent. Dans une lettre à son père, Mozart relate les conditions dans lesquelles il a composé la musique : « Quant au ballet de Noverre, je n'ai jamais dit autre chose sinon qu'il en fera peut-être un nouveau. Il n'a eu besoin que d'un demi-ballet et je lui en ai écrit la musique [...]. Ce ballet a été donné 4 fois avec grand succès, mais maintenant je ne veux absolument plus rien faire si je ne sais par avance ce qu'on me paye, car cela n'a été qu'une complaisance pour Noverre ».
Redécouverte dans les archives de l'Opéra, la partition de Mozart, qu'on croyait perdue, a inspiré quelques chorégraphes du XXe siècle, comme Mariquita (1912), François Ambrosiny (1914), Joseph Belloni (1925), Marguerite Nercy, (1933), Frederick Ashton (1927 et 1930), Ninette de Valois (1931), David Bintley (1991) ou Thierry Malandain (2005).